# Salon Belleza
Salon Belleza er en kortfilm instrueret af Frederikke Gjedde Palmgren efter manuskript af Petra Elise Frydensberg.